# Dr.-H.-G.-Waider-Stiftung für Völkerverständigung und Frieden
Die Dr.-H.-G.-Waider-Stiftung wurde von Heinz G. Waider 1988 gegründet. Sie hat Völkerverständigung durch sprachlichen und kulturellen Austausch junger Menschen zum Ziel.
Die Stiftung vergibt seit 2001 den Winfried-Preis, der in Fulda verliehen wird.
Der 1926 in Fulda geborene Stifter war Chemiker und Geschäftsmann, verkaufte 1988 seine erfolgreiche Handelsfirma und beschloss, einen Teil des Erlöses in einer Stiftung anzulegen. 
Waider wurde mit 16 Jahren im Zweiten Weltkrieg als Luftwaffenhelfer eingesetzt. 1943 geriet er in britische Gefangenschaft und leistete in Ägypten Zwangsarbeit. Nach seinem Chemiestudium in Mainz und Frankfurt am Main war Waider für mehrere internationale Unternehmen in Schweden und den USA tätig.
1973 gründete er in Neuss eine eigene Firma. 
Aus seiner Lebenserfahrung heraus gelangte der Stifter zu der Überzeugung, dass sich Kriege nur verhindern ließen, wenn Menschen verschiedener Nationalitäten einander kennenlernen und sich engagiert für Völkerverständigung einsetzen würden.